# Houston County (Minnesota)
Houston County is een county in de Amerikaanse staat Minnesota.
De county heeft een landoppervlakte van 1.446 km² en telt 19.718 inwoners (volkstelling 2000). De hoofdplaats is Caledonia.

## Bevolkingsontwikkeling

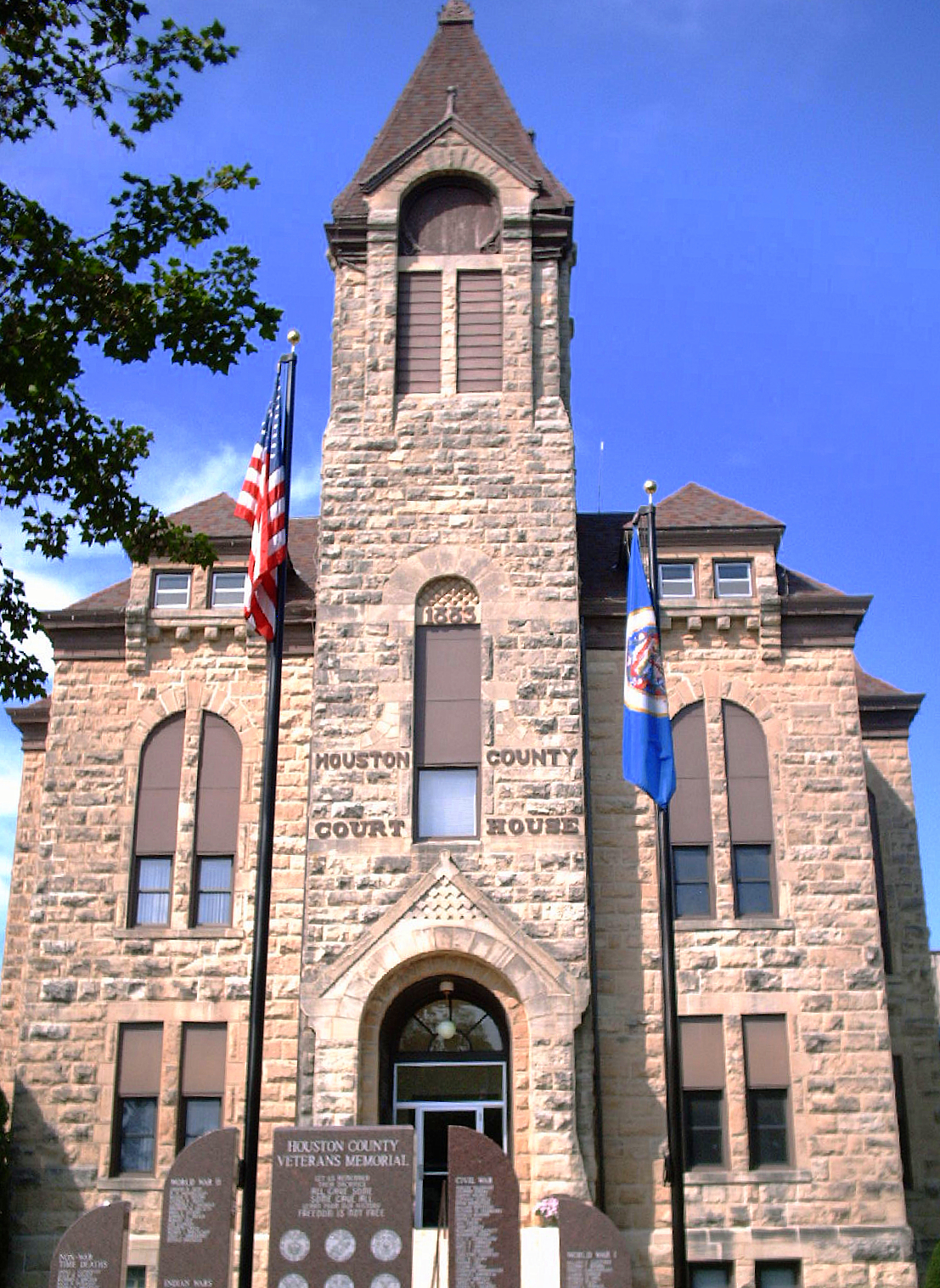
Houston County Courthouse